# Parafia Matki Odkupiciela w Radomiu
Parafia pw. Matki Odkupiciela w Radomiu – parafia rzymskokatolicka usytuowana w Radomiu. Należy do dekanatu Radom-Południe, który należy z kolei do diecezji radomskiej.

## Historia
- W 1986 bp Edward Materski zlecił ks. Stanisławowi Kosowiczowi tworzenie nowej parafii pw. Matki Odkupiciela na os. Południe II. 7 czerwca 1987 bp Edward Materski poświęcił krzyż na placu parafialnym i sprawował pierwszą mszę św. Była to jednocześnie inauguracja Roku Maryjnego w diecezji sandomiersko-radomskiej. Bp Edward Materski 31 maja 1988 poświęcił plac pod budowę kościoła i domu parafialnego. W tym samym roku zbudowano tymczasową kaplicę. Budowa świątyni trwała w latach 1996– 2009 wg projektu arch. Mirosławy Kotwicy i konstr. Józefa Garczyńskiego oraz Cezarego Olszewskiego. Kamień węgielny pod tę świątynię został poświęcony przez Jana Pawła II w Radomiu 4 czerwca 1991. Wmurowania kamienia dokonał 12 października 1997 bp Stefan Siczek. W 2009 bp Zygmunt Zimowski poświęcił nowy kościół.

## Terytorium
Do parafii należą wierni z Radomia mieszkający przy ulicach: Barycka, Elegii, Gródecka, Helleńska, Kasandry, Konarska, Padewska, Parysa, Pieśni, Policka, Potokowa, Renesansowa, Sobótki, Sycyńska, Trojańska, Warsztatowa, Zamojskiego.

## Proboszczowie
- 1987 – 2024 – ks. kan. Stanisław Kosowicz
- 2024 – nadal – ks. Grzegorz Lipiec